# جامعه فراصنعتی

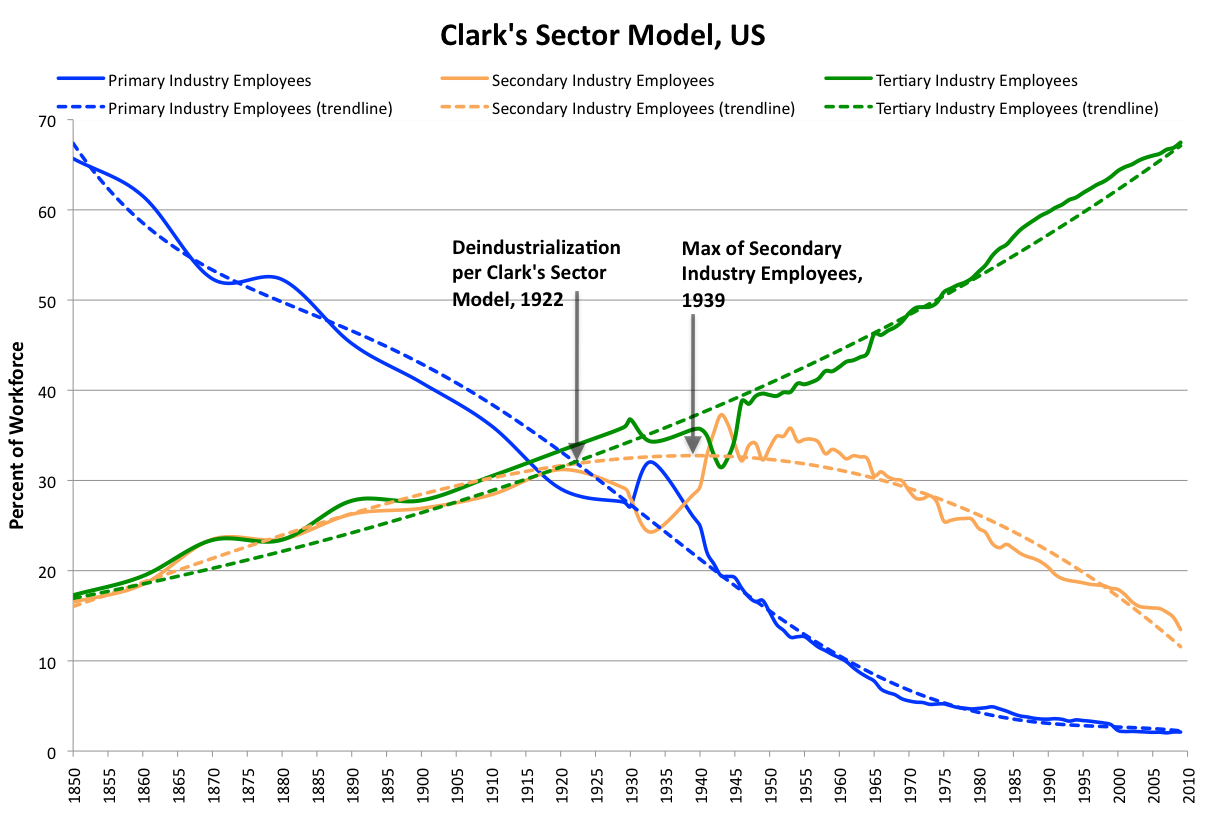
کلارک مدل بخش برای اقتصاد ایالات متحده ۱۸۵۰–۲۰۰۹

جامعه فراصنعتی (به انگلیسی: Post-industrial society) در جامعه‌شناسی، مرحله‌ای از توسعه جامعه است که در آن بخش خدمات ثروت بیشتری نسبت به بخش تولید اقتصاد تولید می‌کند.
این اصطلاح توسط آلن تورن (زادهٔ ۳ اوت ۱۹۲۵) جامعه‌شناس فرانسوی وضع شد و ارتباط تنگاتنگی با مفاهیم نظری جامعه‌شناختی مشابهی مانند پسافوردگرایی، جامعه اطلاعاتی، اقتصاد دانش‌بنیان، اقتصاد فراصنعتی، مدرنیته متاخر و جامعه شبکه‌ای دارد. همه آنها می‌توانند در رشته‌های اقتصاد یا علوم اجتماعی به عنوان یک پس‌زمینه نظری کلی در طراحی پژوهش استفاده شوند.
همان‌طور که از این اصطلاح استفاده شده‌است، چند موضوع رایج، از جمله موارد زیر شروع به پیدایش کرده‌اند:
1. اقتصاد در حال گذار از تولید کالا به ارائه خدمات است.
2. دانش به شکل ارزشمند سرمایه تبدیل می‌شود. سرمایه انسانی را ببینید.
3. تولید ایده اصلی‌ترین راه رشد اقتصاد است.
4. از طریق فرآیندهای جهانی‌سازی و اتوماسیون، ارزش و اهمیت برای اقتصاد کارگر یقه‌آبی، کار اتحادیه‌ای، از جمله کار یدی (مانند کار در خط مونتاژ) کاهش می‌یابد و کارگران حرفه‌ای (مانند دانشمندان، متخصصان صنعت خلاق و متخصصان فناوری اطلاعات) ارزش و اهمیت بیشتری پیدا می‌کنند.
5. علوم و فناوری‌های رفتاری و اطلاعاتی توسعه و اجرا می‌شود. (به عنوان مثال، اقتصاد رفتاری، معماری اطلاعات، سایبرنتیک، نظریه بازی و نظریه اطلاعات.)

## منشأ
دانیل بل این اصطلاح را از طریق اثر خود در سال ۱۹۷۴ پیدایش جامعه پساصنعتی رایج کرد. اگرچه برخی به بل اعتبار این اصطلاح را ابداع کرده‌اند، جامعه‌شناس فرانسوی آلن تورن در سال ۱۹۶۹ اولین اثر عمده در مورد جامعه فراصنعتی را منتشر کرد. این اصطلاح همچنین به‌طور گسترده توسط فیلسوف اجتماعی ایوان ایلیچ در رساله ۱۹۷۳ ابزارهایی برای دلپذیری استفاده شد و گهگاه در متون چپ در اواسط تا اواخر دهه ۱۹۶۰ ظاهر می‌شد.
این اصطلاح با تبدیل شدن به جریان اصلی رشد و تغییر کرده‌است. این اصطلاح اکنون توسط بازاریاب‌هایی مانند ست گودین استفاده می‌شود، دکترای سیاست عمومی مانند کیت بوکلمن، و جامعه شناسانی مانند نیل فلیگشتاین و اوفر شارون. بیل کلینتون، رئیس‌جمهور سابق ایالات متحده، حتی از این اصطلاح برای توصیف رشد چین در میزگردی در شانگهای در سال ۱۹۹۸ استفاده کرد.